# 羽石寛寿
羽石 寛寿（はねいし かんじゅ、1946年 - ）は、日本の経営工学者。摂南大学名誉教授・経営学部元学部長。工学修士（大阪工業大学）。元工業経営研究学会第9期会長/理事・名誉会員。元日本経営工学会評議員。元日本人間工学会評議員。
専門は、経営工学・経営管理・経営情報学、社会システム工学・経営意思決定・行動科学。

## 略歴
1968年大阪工業大学工学部工業経営学科（のちの経営工学科、現：情報科学部データサイエンス学科）卒業。1970年同大学大学院工学研究科工業経営学専攻修士課程修了。近畿大学理工学部経営工学科助手を経て、1975年摂南大学工学部経営工学科講師として着任。1982年同大学経営情報学部教授。2006年同大学経営学部教授。同大学経営学部長を経て、2016年摂南大学退官、名誉教授。
摂南大学において1975年開学時より40年以上の長きに渡り教鞭を執り、経営学部学部長、学生部長、教務部長、地域連携センター長などを歴任し、同大学の経営工学・経営情報学・経営学の研究・育成に貢献した。
主な所属学会は、日本経営工学会、日本経営学会、工業経営研究学会、オフィスオートメーション学会、日本労務学会?、日本人間工学会、日本学校教育学会。主な受賞は、大阪府教育功労賞(1998)、日本経営協会経営科学研究奨励賞(2005)、文部科学大臣地方教育行政功労賞(2005)、瑞宝中綬章(2024)。

## 主な著書
- 経営学（共著、創成社2005、学術書）
- 経営学ガイダンス（共著、中央経済社2004、学術書）
- 羽石寛寿, 森健一, 地代憲弘, 黒澤敏郎, 大平義隆『工業経営における人・組織と技術』学文社〈工業経営研究学会20周年記念〉、2010年。CRID 1130282269638238080。
- 現代工業経営学（共著、有信堂1982、学術書）
- 中村謹吾, 羽石寛寿, 村杉健『労務管理』青巧社、1978年。CRID 1130282270587095808。
- バーナード理論と労働の人間化（共著、税務経理協会1997、学術書）
- 羽石寛寿『経営組織診断の理論と技法 : 人的側面を中心として』同友館、1995年。CRID 1130000795543338624。
- 現代経営情報学概論（共著、オーム社1988、学術書）

## 主な論文
- 大橋岩雄, 羽石寛寿「労働者の帰属意識に関する実証的研究(第2報)」『日本経営工学会誌』第25巻第1号、日本経営工学会、1974年、65頁、doi:10.11221/jimapre.25.1_65_1、ISSN 0386-4812、CRID 1390564238053031168。
- 中村謹吾, 羽石寛寿「人事考課を媒介とする賃金差別の一考察」『日本経営工学会誌』第28巻第4号、日本経営工学会、1978年、431頁、doi:10.11221/jimapre.28.4_431_1、ISSN 0386-4812、CRID 1390001288099100672。
- 中村謹吾, 羽石寛寿「雇用構造の変革と再雇用制度(第1報)」『日本経営工学会誌』第30巻第2号、日本経営工学会、1979年、162頁、doi:10.11221/jimapre.30.2_162_3、ISSN 0386-4812、CRID 1390845713029261312。
- 中村謹吾, 羽石寛寿「雇用構造の変革と再雇用制度(第2報)」『日本経営工学会誌』第31巻第2号、日本経営工学会、1980年、226頁、doi:10.11221/jimapre.31.2_226_6、ISSN 0386-4812、CRID 1390845713029280256。
- 大橋岩雄, 地代憲弘, 羽石寛寿, 村杉健「ハーズバーグのM-H理論の実証的研究(第6報)」『日本経営工学会誌』第31巻第4号、日本経営工学会、1981年、478頁、doi:10.11221/jimapre.31.4_478_8、ISSN 0386-4812、CRID 1390845713029290496。
- 村杉健, 大橋岩雄, 羽石寛寿, 地代憲弘「動機づけ衛生理論の対人関係因子 : ハーズバーグのM-H理論の実証的研究(第5報)」『日本経営工学会誌』第33巻第2号、日本経営工学会、1982年、148-153頁、doi:10.11221/jimapre.33.2_148、ISSN 0386-4812、CRID 1390845713030464512。
- 羽石寛寿, 上野精順, 西川雅博「アンケートによるドライバーの運転操作 (第1報)」『人間工学』第19巻Supplement、日本人間工学会、1983年、106-107頁、doi:10.5100/jje.19.supplement_106、ISSN 0549-4974、CRID 1390282679514232704。
- 羽石寛寿「組織風土・個人属性・組織過程の診断研究─組織における人的側面の診断方法について─」『阪南論集 社会科学編』第30巻第4号、1995年、43-55頁、CRID 1050282813848151424。
- 羽石寛寿「企業における福利厚生制度の研究」『工業経営研究』第16巻、工業経営研究学会、2002年、57-62頁、ISSN 13407422、CRID 1520009409711540992。
- 羽石寛寿, 安久典宏, 西岡久充「大学におけるキャリア支援教育の研究」『経営情報研究 : 摂南大学経営情報学部論集』第15巻第2号、摂南大学、2008年、89-108頁、ISSN 13402617、CRID 1050001202581715072。
- 稲元洋輔, 羽石寛寿「運送業界におけるトラックドライバーの意識と労働環境」『工業経営研究』第26巻、工業経営研究学会、2012年、53-61頁、ISSN 13407422、CRID 1520572360002372352。
- 安久典宏, 高尾明照, 羽石寛寿「経営学部のキャリア教育-19年間のキャリア教育の検証-」『経営情報研究 : 摂南大学経営情報学部論集』第23巻1、2、摂南大学経営学部、2016年、51-74頁、ISSN 1340-2617、CRID 1050001202579422976。
- 羽石寛寿「教員生活46年を振り返って」『経営情報研究 : 摂南大学経営情報学部論集』第23巻1、2、摂南大学経営学部、2016年、101-108頁、ISSN 1340-2617、CRID 1050282677551403776。